# Robin Fåhræus

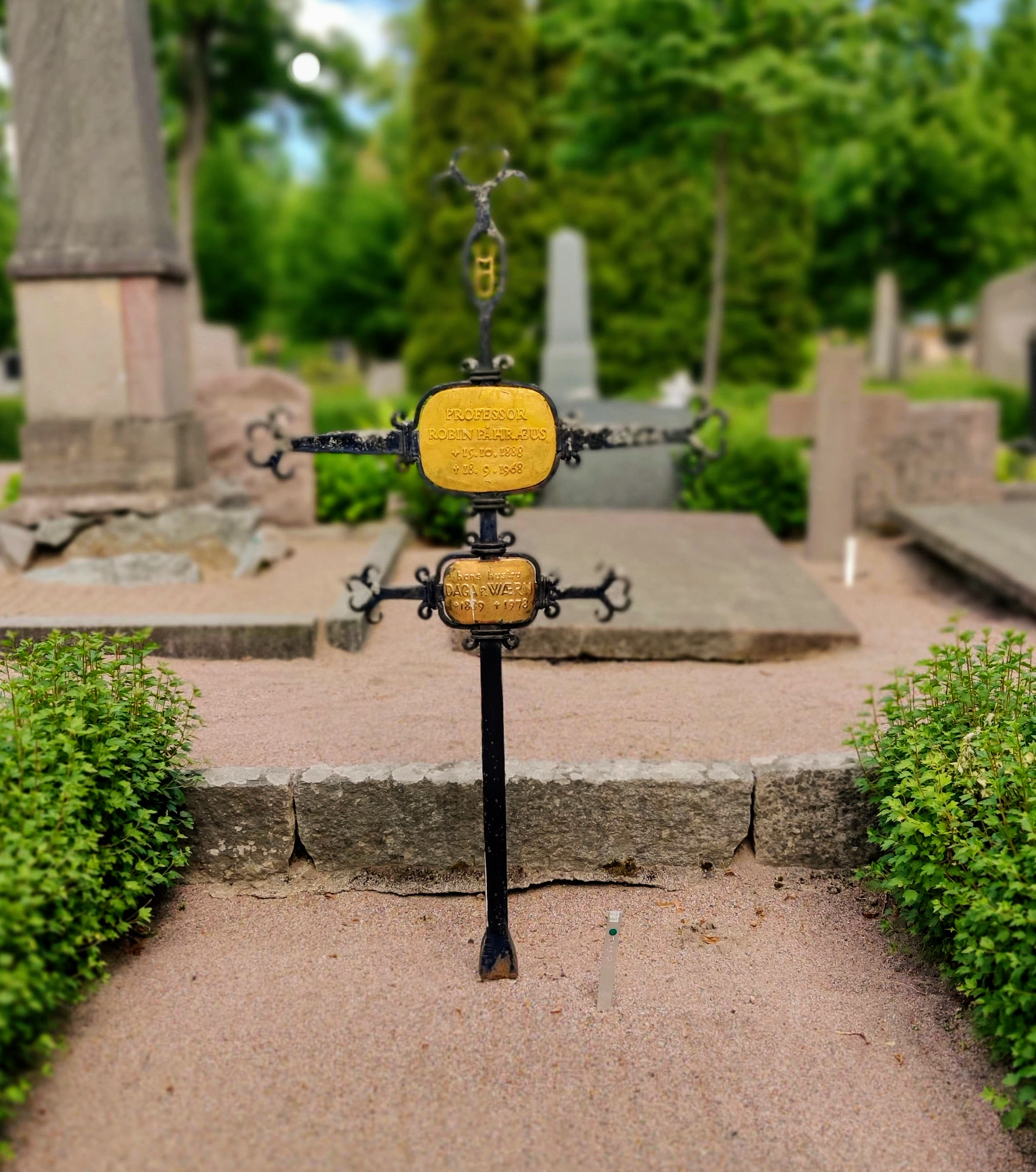
La tumba de Robin Fåhræus en el antiguo cementerio de Uppsala

Robert (Robin) Sanno Fåhræus (15 de octubre de 1888 - 18 de septiembre de 1968) fue un investigador médico sueco conocido por sus contribuciones a la reología sanguínea o  hemorreología.
Escribió un libro sobre historia de la medicina.

## Biografía
Fåhræus era hijo del historiador de arte Klas Fåhraeus y de la actriz Olga Björkegren. Comenzó sus estudios en el Instituto Karolinska en 1908, donde se licenció en Medicina en 1922, para lo cual llevó a cabo en el año anterior su doctorado de investigación con el título La estabilidad de la suspensión de la sangre. Se convirtió en profesor asociado de patología experimental en el Instituto Karolinska en 1922. Fue profesor de patología en la Universidad de Uppsala desde el año 1928 al 1947, y profesor de las asignaturas de Patología General y Anatomía Patológica en la misma universidad durante los años 1947 a 1955, después de que su cátedra anterior se dividiera en dos. Además fue Vicecanceller de la Universidad de Uppsala desde el 1952 al 1955.
Fåhræus se convirtió en miembro de la Real Academia Sueca de Ciencias en 1935. En 1966, la Sociedad Internacional de Hemorreología le otorgó su primera medalla Poiseuille, el premio más importante de la Sociedad.

## Investigación
Mientras estudiaba en el Instituto Karolinska, Fåhræus llevó a cabo investigaciones sobre la eclampsia y observó que las muestras de sangre de mujeres embarazadas se distinguían claramente de otras muestras de sangre debido a que los glóbulos rojos descendían más rápidamente en los tubos de ensayo, dejando una capa gruesa de plasma sanguíneo en la parte superior. Este fenómeno es conocido como velocidad de sedimentación globular (VSG), que aún en la actualidad puede utilizarse como herramienta diagnóstica.
Tras recibir su puesto como profesor asociado en el Instituto Karolinska en 1922, Fåhræus buscó contacto con el profesor Theodor Svedberg en la Universidad de Uppsala a quien le sugirió que la ultracentrífugadora que por aquel entonces fue construida se debería utilizar para determinar la masa molecular de la hemoglobina. Svedberg y Fåhræus publicaron el resultado en 1926, el mismo año en que Svedberg recibió el Premio Nobel de Química.
En 1928, en Uppsala, Fåhræus comenzó a estudiar el flujo de sangre en vasos sanguíneos delgados, lo que condujo al descubrimiento de dos efectos que llevan su nombre: el efecto Fåhræus y el efecto Fåhræus-Lindqvist, ambos pertenecientes a la dinámica de fluidos. El primero fue descubierto en 1929, consistente el la disminución de la concentración media de glóbulos rojos cuando la sangre fluye a través de un tubo de menor diámetro. El segundo, dos años más tarde, en 1931, gracias a su colaborador Torsten Lindqvist con quien describieron el cambio de la viscosidad de la sangre con el diámetro del tubo por el que fluía.